# Procesor numeric de semnal
Vezi DSP pentru alte utilizări ale termenului.
Un DSP (Digital Signal Processor) sau procesor de semnal digital (numeric) este un tip de procesor optimizat pentru procesare continuă rapidă (în timp real) a unor operații de calcul intensiv și foarte eficient, în virgulă fixă sau virgulă mobilă, în flux analogic sau/și digital de date de natură fizică diversă precum sunet, video etc. Pentru prelucrare de semnale analogice, DSP-ul lucrează conjugat cu convertoare analog-digitale (-numerice) și convertoare digital-analogice (numeric-). Procesoarele de semnal digital, - DSP - pot să prelucreze fluxuri de date analogice care, printr-o procesare analogică doar în mod foarte greu ar fi, sau chiar nu ar fi posibil.  
operații de calcul intensiv și foarte eficient, în virgulăfixă sau virgulă mobilă. 

## Caracteristici ale unui procesor de semnal digital (numeric)
- Memorii separate pentru date și pentru program (arhitectura Harvard).
- Instrucțiuni speciale pentru operații SIMD (Single Instruction, Multiple Data)
- Doar procesare paralelă, fără multitasking
- Capacitatea de a acționa ca un circuit microprocesor (device) cu acces direct la memorie (direct memory access) dacă se află într-un mediu găzduit.
- În sistem cu funcționare analogică, DSP-ul preia semnal digital de la un convertor analogic-digital și dă semnalul prelucrat (output-ul) către un convertor digital-analogic, pentru relegare la sistem.
- Prezența memoriei on-chip și a unor dispozitive periferice specializate.

## Linie de procesare de flux analogic de date
Semnale de intrare analogice (intrare) ---> CAD (convertor) ---> DSP (procesor digital) ---> CDA (convertor)--->Semnale analogice prelucrate (ieșire)

## Arhitectură de memorie
DSP-urile sunt de obicei optimizate pentru fluxul de date și folosesc arhitecturi speciale de memorie care sunt capabile să obțină mai multe date sau instrucțiuni în același timp, cum ar fi arhitectura Harvard sau arhitectura von Neumann, care utilizează memorii separate de programe și date (uneori chiar acces simultan la mai multe magistrale de date).
DSP-urile se pot baza uneori pe codul de asistență pentru a ști despre ierarhiile de cache și întârzierile asociate. Acesta este un compromis care permite o performanță mai bună. În plus, este utilizată pe scară largă DMA.

## Caracteristică de prelucrare a datelor (semnalelor)
Algoritmii de procesare digitală a semnalelor de intrare reclamă o gamă foarte largă de operații matematice, care să prelucreze prompt și performant seturile (grupurile) de date. În sistemele analogice, semnalele de prelucrat sunt permanent culese prin senzori, de exemplu auditivi sau/și vizuali, convertite în semnale digitale, apoi prelucrate în mod digital în DSP și rezultatele prelucrării convertite din nou, în sens invers din digital în semnale analogice, compatibile sistemului (linie de procesare). În cele mai multe cazuri de implementare a procesorului DSP, el este integrat în sistem pentru o funcționalitate de tip latent, potențial, deci pentru ca tot sistemul să poată lucra performant, DSP-ul este "obligat" să efectuze operațiile de prelucrare într-un timp bine stabilit, căci o procesare întârziată nu este acceptabilă, viabilă.    
Un exemplu: familia C6000 a fabricantului Texas Instruments.